# The Clash (album)
Pour les articles homonymes, voir Clash.
Albums de The Clash
Give 'Em Enough Rope
(1978)
The Clash est le premier album du groupe punk londonien The Clash, sorti au Royaume-Uni le 8 avril 1977.
Ce premier album est énergique, revendicateur et violent dans les paroles des chansons, dans le même style que Never Mind the Bollocks des Sex Pistols. Il appelle à l'émeute et au rejet des États-Unis (I'm So Bored with the U.S.A.). Le disque ne sort d'ailleurs pas aux États-Unis dans un premier temps.
Une version légèrement moins brutale sort finalement en juillet 1979 spécialement pour le marché américain. Cette version comprend également des titres comme I Fought the Law ou (White Man) In Hammersmith Palais, notamment, qui ne se trouvent pas sur la version britannique de l'album.

## Contexte
L'enregistrement se déroule en février 1977 à Londres dans le studio 3 de CBS. Il est réalisé par Simon Humphrey, un jeune ingénieur du son salarié du label, plus habitué à la pop et au rock progressif qu'au punk rock (il a même travaillé avec ABBA). Le groupe confie la production à une connaissance, Mickey Foote, car ils se méfient de la maison de disques. Pourtant, celle-ci leur donne carte blanche. Les sessions s'étalent sur 8 à 10 jours, plus trois jours de mixage, pour un coût d'environ 4 000 £. Humphrey comprend rapidement que le groupe attend de lui qu'il enregistre le son le plus brut possible, sans artifices, ce qu'il fait.
Joe Strummer et Mick Jones ont écrit et composé 12 des 14 morceaux qui figurent sur l'album. Les deux exceptions sont What's My Name, co-écrit avec Keith Levene (ancien membre du groupe), et Police & Thieves, une reprise d'un reggae de Junior Murvin.
Sortie le 8 avril 1977, il atteint la 12e place du classement britannique. Aux États-Unis, avec plus de 100 000 exemplaires écoulés, l'album est la meilleure vente d'import de l'année 1979.

## Version britannique de l'album
1. Janie Jones - 2:08
2. Remote Control - 3:03
3. I'm So Bored with the U.S.A. - 2:24
4. White Riot - 1:56
5. Hate & War - 2:06
6. What's My Name - 1:41
7. Deny - 3:06
8. London's Burning - 2:12
9. Career Opportunities - 1:54
10. Cheat - 2:06
11. Protex Blue - 1:46
12. Police & Thieves (reprise du titre de Junior Murvin produit par Lee Perry) - 6:03
13. 48 Hours - 1:36
14. Garageland - 3:12

## Version américaine de l'album
1. Clash City Rockers - 3:49
2. I'm So Bored with the U.S.A. - 2:24
3. Remote Control
4. Complete Control
5. White Riot (version soft)
6. (White Man) In Hammersmith Palais
7. London's Burning
8. I Fought the Law
9. Janie Jones
10. Career Opportunities
11. What's My Name
12. Hate & War
13. Police & Thieves
14. Jail Guitar Doors
15. Garageland

Tous les morceaux sont écrits par Mick Jones et Joe Strummer, à l'exception de I Fought the Law (Sonny Curtis), What's My Name (J. Strummer - M. Jones - K. Levene) et Police & Thieves (J. Murvin - L. Perry).

## Musiciens
- Joe Strummer − chant, guitare rythmique
- Mick Jones − guitare, chant
- Paul Simonon − guitare basse
- Terry Chimes − batterie